# Tüpfelgrünschenkel
Der Tüpfelgrünschenkel (Tringa guttifer), auch als Nordmanns Grünschenkel, Kurzfuß-Wasserläufer oder Sachalin-Grünschenkel bezeichnet, ist ein seltener Watvogel, der in Ostasien beheimatet ist. Der frühere Trivialname Nordmanns Grünschenkel bezieht sich auf den finnischen Zoologen Alexander von Nordmann, von dem auch die Erstbeschreibung der Art stammt.

## Beschreibung
Dieser Vogel aus der Familie der Schnepfenvögel (Scolopacidae) erreicht eine Länge von 29 bis 32 Zentimeter. Sein Schnabel ist leicht nach oben gebogen und zweifarbig, wobei er am vorderen Teil schwarz gefärbt ist und von der Mitte bis zur Basis eine bräunliche oder grünliche Färbung aufweist. Die Augen sind dunkelbraun. Seine kurzen Beine sind gelb gefärbt. Zwischen den drei vorderen Zehen befinden Schwimmhäute. Die schwarze Oberseite der erwachsenen Vögel weist während der Brutzeit deutliche weiße Punkte auf. Der weiße Kopf und die obere Nackenpartie sind stark gestrichelt. Die untere Halspartie und die weiße Brust sind durch deutliche schwärzliche, sichelförmige Flecken gekennzeichnet. Das Hinterteil ist weiß. Die Zügel sind dunkel. Während des Fluges sind weiße Unterschwanzdecken und ein ziemlich gräulich gefärbter Schwanz zu sehen. Die Jungvögel sind oberhalb bräunlicher gefärbt als die nicht brütenden adulten Vögel und besitzen weißliche Kerben auf Schulterblatt und Schirmfedern. Die Flügeldeckenkanten sind blass lederfarben und die Brust mit den schwachen dunklen Seitenstreifen zeigt ein verwaschenes Braun. Sein Ruf besteht aus unterschiedlichen Tönen, die sich wie kwork oder gwaak anhören.

## Verbreitung
Der Tüpfelgrünschenkel brütet in Russland entlang der Küsten am Ochotskischen Meer und auf der Insel Sachalin. Die Überwinterungsplätze sind noch nicht vollständig erfasst. Populationserfassungen sind aber aus der Volksrepublik China, Hongkong, Taiwan, Südkorea (im Naturschutzgebiet Saemangeum), Bangladesch, Thailand, Kambodscha, Vietnam und Malaysia bekannt. Weitere Sichtungen gibt oder gab es in Japan, Nordkorea, Indien, Singapur, den Philippinen, Indonesien und Myanmar.
Der Zug in die Überwinterungsgebiete beginnt bei den adulten Vögeln kurz nach der Brut und fällt entsprechend überwiegend in die Monate Juli und August. Die Jungvögel ziehen dagegen ab September.

## Lebensraum und Lebensweise
Sein Brutrevier besteht aus Arealen mit spärlichem Lärchenbewuchs für die Nistplätze und feuchten Küstenwiesen sowie dem Wattenmeer für die Nahrungssuche. Die Überwinterungsplätze befinden sich an Flussmündungen, am Wattenmeer, in Tieflandsümpfen und gelegentlich auf feuchten Wiesen, Salzpfannen und Reisfeldern.
Der Tüpfelgrünschenkel gehört zu den wenigen Watvögeln, die ein richtiges Nest bauen und nicht nur in einer flachen Bodenmulde brüten. Zum Nestbau verwendet der Tüpfelgrünschenkel Lärchenzweige, Moose und Bartflechten, die er teils am Boden und teils in Bäumen sammelt. Im Unterschied zu den meisten Watvögeln befindet sich das Nest in den Zweigen einer Lärche, gewöhnlich 2 bis vier Meter über dem Erdboden. Die Jungvögel sind wie bei den anderen Watvögeln Nestflüchten und springen bald nach dem Schlüpfen aus dem Nest. Beide Elternvögel bauen nicht nur gemeinsam das Nest und bebrüten abwechselnd das Gelege, sondern sind anders als bei den meisten Watvögeln auch an der Aufzucht und Führung der Küken beteiligt.

## Gefährdung
Nordmanns Grünschenkel gehört zu gefährdeten Watvögeln Ostasiens. Störungen, Lebensraumzerstörung und Verschmutzung haben den Bestand auf eine Population zwischen 500 und 1000 Exemplaren schrumpfen lassen. In Russland zerstören die grasenden Rentierherden die Vegetation, in denen er seine Nistplätze errichtet, und mancherorts fällt er auch noch Jägern zum Opfer.
Die IUCN stuft den Tüpfelgrünschenkel als stark gefährdet (endangered) ein. Der Bestand wird auf nur noch 500 bis 1000 geschlechtsreife Individuen geschätzt, die Bestände gehen nach wie vor zurück. Hauptursache des Rückgangs ist die in ganz Asien zu beobachtende Erschließung von Küstengebieten im Rahmen der industriellen Entwicklung oder dem Aufbau von Aquafarmen. So wurde erst vor kurzem das Saemangeum, ein für zahlreiche Watvögel wichtiges Wattenmeer an der Küste Südkoreas, durch Erschließungsmaßnahmen zerstört.

## Einzelbelege
1. 1 2  Couzens, S. 86
2. ↑  Factsheet auf BirdLife International
3. ↑  Couzens, S. 88